# Star Trek: W nieznane
Star Trek XIII: W nieznane (ang. Star Trek Beyond) – amerykański film fantastycznonaukowy z 2016 r. w reżyserii Justina Lina. To trzynasty film z serii Star Trek osadzony w fantastycznonaukowym uniwersum stworzonym przez Gene’a Roddenberry’ego i jednocześnie kontynuacja filmów Star Trek z 2009 roku oraz W ciemność. Star Trek z 2013 roku.

## Fabuła
Pierwszym etapem pięcioletniej misji USS Enterprise jest eksploracja nieznanej przestrzeni. Statek zostaje zaatakowany i niemal zniszczony przez złowrogą kosmiczną rasę, którą dowodzi demoniczny Krall (Idris Elba). Kapitan James T. Kirk (Chris Pine) zostaje uwięziony wraz z załogą na odległej planecie bez możliwości skontaktowania się z flotą. Kapitan stara się zjednoczyć swoją załogę i znaleźć sposób by wrócić na Ziemię.

## Obsada
- Chris Pine – Kapitan James T. Kirk
- Zachary Quinto – Komandor Spock
- Karl Urban – Doktor Leonard „Bones” McCoy
- Zoe Saldaña – Porucznik Nyota Uhura
- Simon Pegg – Komandor Porucznik Montgomery „Scotty” Scott
- John Cho – Porucznik Hikaru Sulu
- Anton Yelchin – Chorąży Pavel Andrieievich Chekov
- Idris Elba – Krall
- Sofia Boutella – Jaylah
- Joe Taslim – Manas
- Lydia Wilson – Kalara
- Deep Roy – Keenser
- Melissa Roxburgh – Chorąży Syl
- Anita Brown – Tyvanna
- Doug Jung – Ben
- Danny Pudi – Fi'Ja
- Kim Kold – Zavanko
- Shohreh Aghdashloo – Komandor Paris
- Ashley Edner – Natalia
- Jason Matthew Smith – Hendorff
- Bryce Soderberg – Satine

## Produkcja
Początkowo za film miał odpowiadać J.J. Abrams, ale po tym jak zdecydował się wyreżyserować Gwiezdne wojny: Przebudzenie Mocy zaczęto szukać nowego reżysera. Projekt przejął Roberto Orci, który był scenarzystą poprzednich dwóch filmów z serii Star Trek. 6 grudnia 2014 roku Roberto Orci zrezygnował z reżyserii. Kandydatami na jego miejsce byli: Rupert Wyatt, Morten Tyldum, Daniel Espinosa oraz Justin Lin. Producenci zdecydowali się zatrudnić tego ostatniego. 
Po wybraniu reżysera, zrezygnowano ze scenariusza napisanego przez Roberto Orciego, Johna D. Payne’a i Patricka McKaya. Nowymi scenarzystami zostali Simon Pegg i Doug Jung.
25 czerwca 2015 roku, w Vancouver ruszyły zdjęcia do produkcji. 30 czerwca 2015 roku, reżyser Justin Lin poinformował za pomocą Twittera, że obraz będzie nosił tytuł Star Trek Beyond.

## Odbiór
Film został pozytywnie przyjęty przez krytykę świata anglojęzycznego. Portal Rotten Tomatoes wskazał, że film spodobał się 83% recenzentom i 86% widzów. Zebrane opinie podsumowane zostały następująco: „Star Trek: W nieznane kontynuuje dobrą passę serii po jej reboocie, dostarczając porcję przygodowego widowiska science-fiction, nie rezygnując przy tym z akcji charakterystycznej dla blockbustera.” Z kolei na stronie Metacritic średnia ocen profesjonalnych krytyków wynosi 70/100, a użytkowników - 7.1/10, wskazując na „zasadniczo pozytywne recenzje”.
Kamil Śmiałkowski z portalu NaEkranie uznał, że „kolejna odsłona Gwiezdnej Wędrówki, Star Trek: W nieznane, to nowoczesna forma i powrót do klasycznego podejścia do treści”. Według Artura Cichmińskiego, współpracownika Onet Film, „po raz trzeci otrzymujemy porywającą kosmiczną przygodę, idealnie balansującą między tonami komiksowymi, a tymi bardziej serio”. Wielu innym polskim krytykom najnowsza odsłona przygód kapitana Kirka nie przypadła jednak do gustu. Jan Dąbrowski z Klubu Miłośników Filmu, choć bardzo pozytywnie wyraził się o plenerach, to uskarża się jednocześnie na monotonię scen akcji oraz schematyczność fabuły i bohaterów. Marcin Zwierzchowski z Polityki uznaje W nieznane za najsłabszą część trylogii, przeładowaną nużącą akcją oraz o konstrukcji fabularnej zanadto przypominającej odcinek serialu, podsumowując, że jest to film „zmarnowanych szans”.